# Pérola (pera)
Pérola, es el nombre de una variedad cultivar de pera europea Pyrus communis. Esta pera está cultivada en la colección de la Estación Experimental Aula Dei (Zaragoza). Esta pera variedad muy antigua es originaria de Portugal, se cree oriunda de la freguesia portuguesa de Leiría de la Região Centro.

## Sinonimia
- "Pérola de Leiria"[7]

## Historia
En Portugal 'Pérola' está considerada incluida en las variedades locales autóctonas (variedades regionais) muy antiguas, cuyo cultivo se centraba en comarcas muy definidas. Se caracterizaban por su buena adaptación a sus ecosistemas y podrían tener interés genético en virtud de su adaptación.
Está cultivada en la « Estação Nacional de Fruticultura Vieira Natividade » estación experimental frutícola dependiente de la Estación Agronómica Nacional de Portugal. También cultivada en la Estación Experimental Aula Dei de Zaragoza, con el nombre de accesión de: Perola.

## Características
La pera de la variedad 'Pérola' fue descrita por Natividade, 1943 : 21.
El peral de la variedad 'Pérola' tiene un vigor medio; florece a finales de abril; tubo del cáliz en forma de pocillo, pequeño y poco profundo con conducto prácticamente inapreciable.
La variedad de pera 'Pérola' tiene un fruto de tamaño medio; forma muy variable, piriforme o piriforme truncada o más rara vez ovoidal u oblonga, cuello poco acentuado, a veces casi inapreciable, ligeramente asimétrica, contorno irregularmente redondeado; piel ruda, gruesa, basta, mate; epidermis de color de fondo verde oliváceo claro o verde amarillento o dorado con chapa poco extensa de color amoratado apagado que se vuelve anaranjado en maduración completa, muy especial, presenta un punteado abundante, amarillento con aureola verdosa poco perceptible, con frecuencia los frutos están recubiertos de una tenue maraña de ruginoso-"russeting", "russeting" (pardeamiento áspero superficial que presentan algunas variedades) medio; pedúnculo de longitud mediano o corto, fino, leñoso, apenas engrosado en los extremos, a veces semi-carnoso en la base, de color verde o parcialmente ruginoso-"russeting", recto o ligeramente curvo, implantado derecho o algo oblicuo, a flor de piel o rara vez como prolongación del fruto; cavidad peduncular nula o limitada a un pequeño repliegue en la base del pedúnculo; cavidad calicina estrecha, casi superficial, con el borde liso o suavemente ondulado; ojo pequeño o mediano, generalmente abierto; sépalos con la base coriácea y unida ligeramente prominente con las puntas dobladas o rotas.
Carne de color amarillento; textura semi-granulosa, firme, muy jugosa; sabor dulce y muy aromático, muy bueno; corazón de tamaño medio, estrecho, fusiforme. Eje largo, estrecho, ligeramente comunicado con las celdillas en la parte superior, generalmente con solo cuatro carpelos. Celdillas medianas o a veces muy pequeñas, con frecuencia frutos partenocárpicos, con corazón diminuto y sin celdillas. Semillas pequeñas, de forma irregular, generalmente estrechas y puntiagudas, de color castaño rojizo variable, escasas, con frecuencia abortadas.
La pera 'Pérola' tiene una maduración durante la tercera decena de julio (en E. E. Aula Dei de Zaragoza). Aguanta en buenas condiciones un mes de almacenamiento en un ambiente refrigerado. Se usa como pera de mesa fresca, y en cocina.